# Lobanow-Rostowski

Familienwappen

Lobanow-Rostowski (russisch Лобановы-Ростовские) ist der Name eines rurikidischen Fürstengeschlechts, das dem Hochadel angehört.

## Geschichte

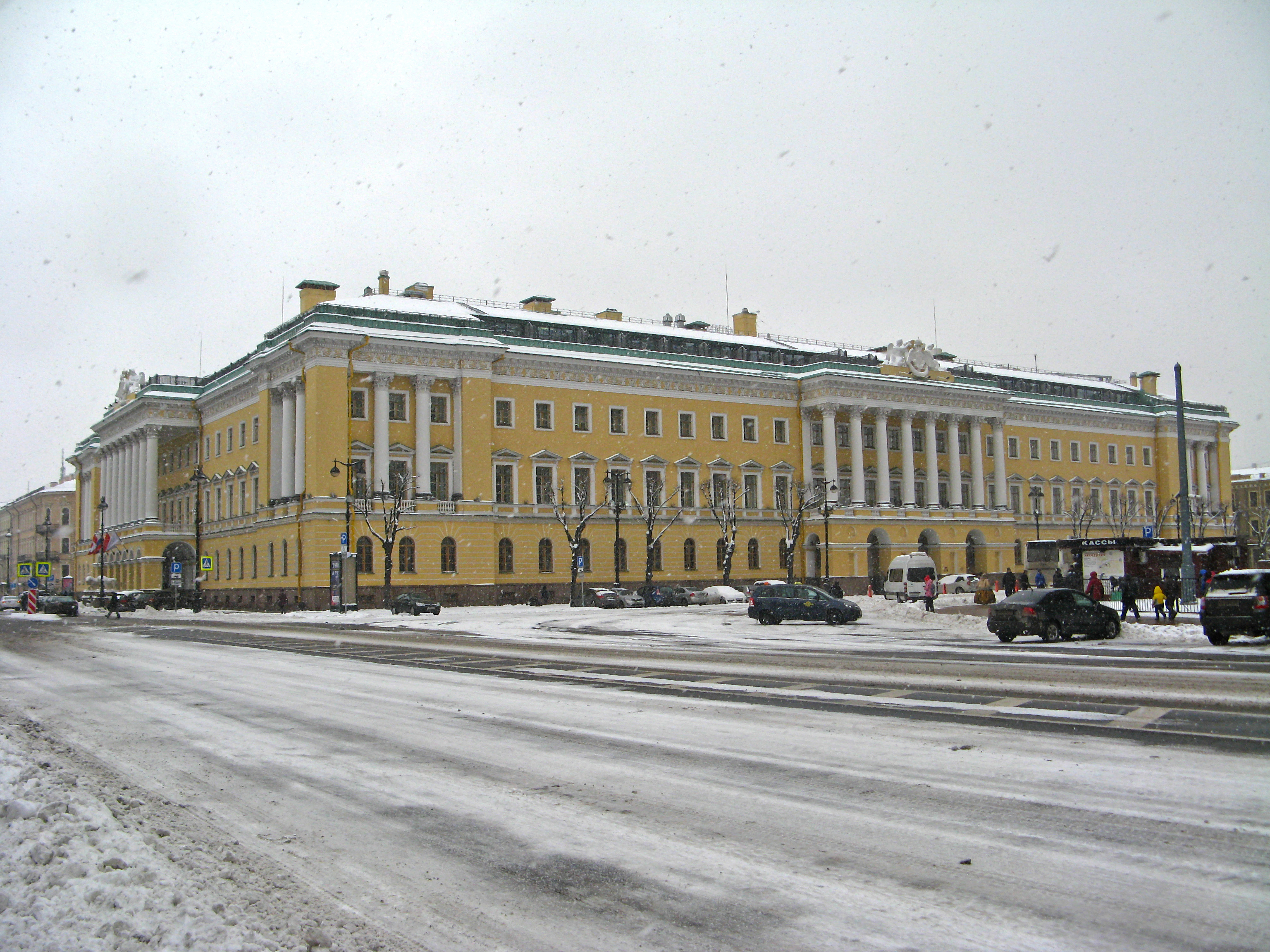
Lobanow-Rostowski-Palast in Sankt Petersburg

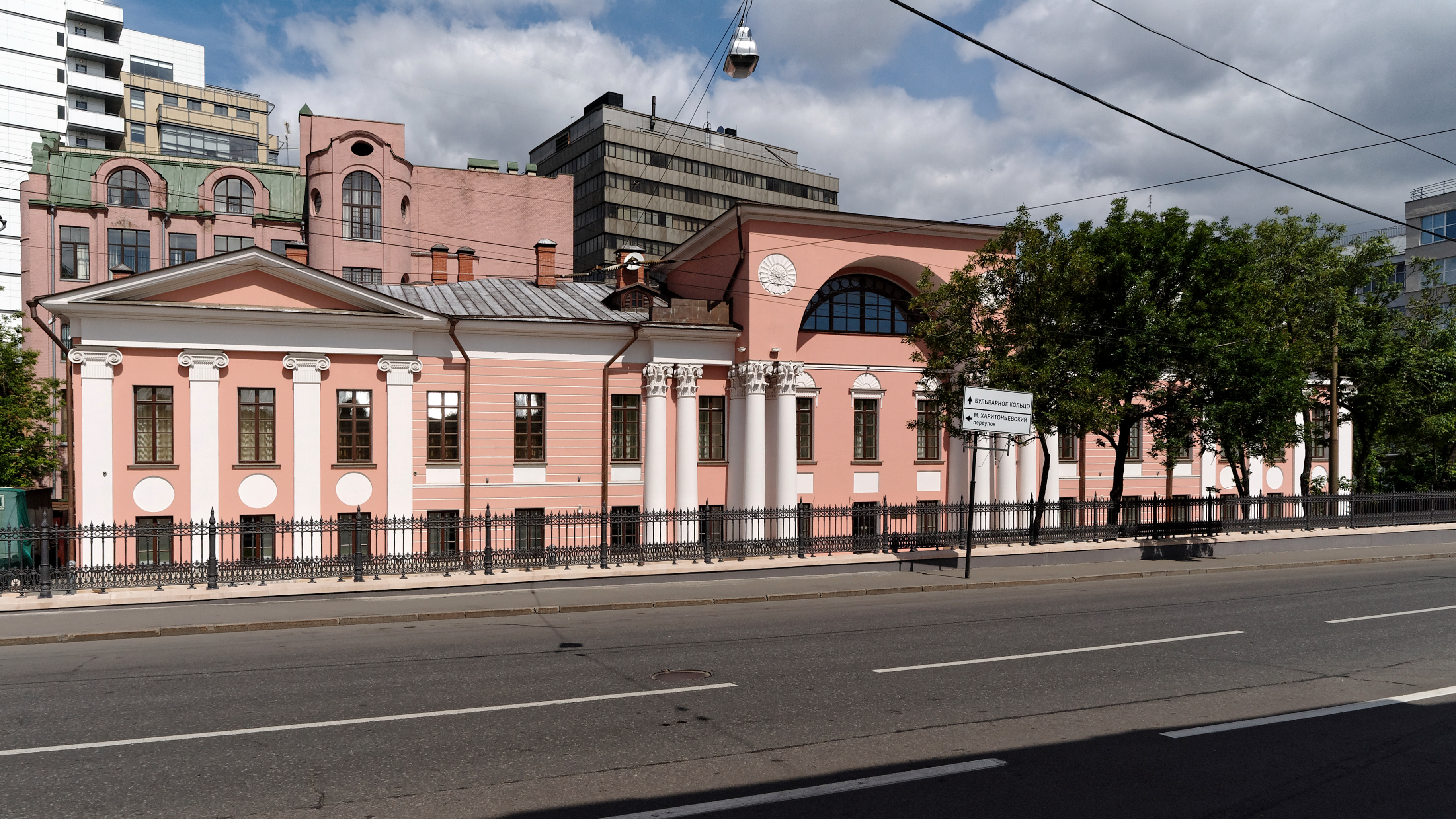
Herrenhaus Lobanow-Rostowski in Moskau

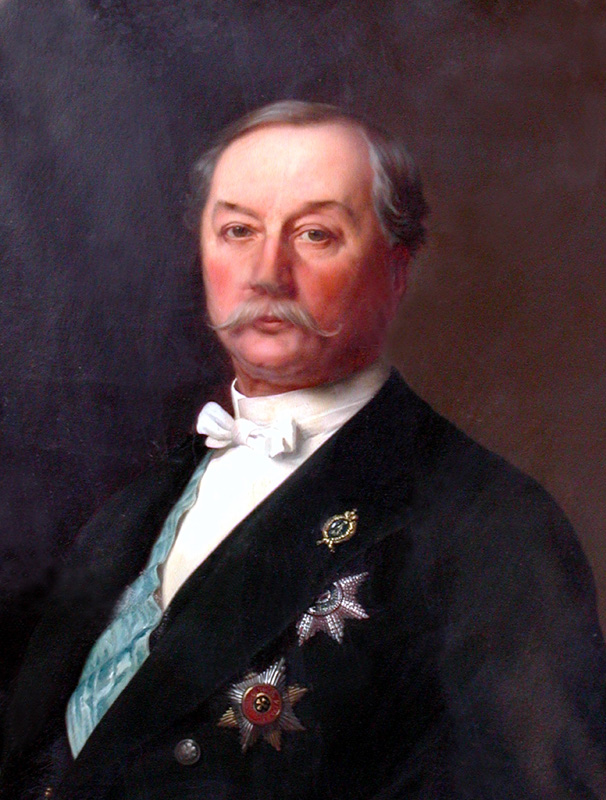
Alexei Borissowitsch Lobanow-Rostowski

Die Familie, eine Seitenlinie der Rurikiden, soll auf Juri Dolgoruki (1090–1157), Fürst von Rostow, Großfürst der Kiewer Rus und Gründer von Moskau, ein Sohn des Kiewer Großfürsten Wladimir Monomachs (1053–1125), zurückgehen. Sein Nachkomme war Fürst Wasilko Konstantinowitsch von Rostow (1208–1238). Ende des 15. Jahrhunderts lebten die Fürsten Iwan Alexandrowitsch Rostowski, der den Beinamen Loban (= hervorstehende Stirn) trug, und Michael Alexandrowitsch Kassatkin-Rostowski, Söhne des Fürsten Alexander Rostowski, der Nachkomme in 12. Generation des ersten Fürsten von Rostow Konstantin war. Die frühere Herrschaft Rostow ist eine der ältesten russischen Städte. In der Nestorchronik wird Rostow das erste Mal im Jahr 862 erwähnt. Um 988 wurde es Sitz eines selbstständigen Teilfürstentums unter Jaroslaw dem Weisen. 991 entstand hier eine der ersten Eparchien (Bistum) der Kiewer Rus. 1474/76 verkauften Fürst Iwan Andrejewitsch und sein gleichnamiger Vetter den Besitz an Großfürst Iwan III., der es dem Großfürstentum Moskau anschloss. Die Familie und Stadt verloren darauf ihre politische Relevanz und unter Kaiserin Katharina I. auch ihre politische Privilegien. 
Von den ursprünglich 17 Linien der Fürsten Rostow existiert heute noch die Linie Lobanow-Rostowski. Am 1. Januar 1798 erfolgte in Russland die allerhöchste Bestätigung des fürstlichen Familienwappens. Ende des 19. Jahrhunderts blühte die Familie in drei Zweigen, deren gemeinsamer Stammvater Fürst Iwan Iwanowitsch Lobanow-Rostowski († 1791) war. Von 1895 bis 1896 diente Fürst Alexei Lobanow-Rostowski als russischer Außenminister. Nach ihm ist das sogenannte Yamagata-Lobanow-Abkommen benannt. Nach der Russischen Revolution ging die Familie ins Exil. Ihr Besitz wurde enteignet und verstaatlicht.

## Wappen
Geteilter Schild: Im oberen Teil der Erzengel Gabriel, silbern mit goldenem Heiligenschein, Schwertgriff und Rundschild. Im unteren Teil in Rot ein stehender, goldbewehrter silberner Hirsch mit goldenem Halsband. Um das Wappen die fürstlichen Insignien.

## Angehörige
- Alexei Borissowitsch Lobanow-Rostowski (1824–1896), russischer Diplomat und Außenminister
- Dmitri Iwanowitsch Lobanow-Rostowski (1758–1838), russischer Politiker, General und Militärkommandeur
- Iwan Iwanowitsch Lobanow-Rostowski (1731–1791), russischer Adliger und Offizier
- Jakow Iwanowitsch Lobanow-Rostowski (1760–1831), russischer Politiker, Geheimrat und Generalgouverneur
- Marija Jakowlewna Lobanowa-Rostowskaja (1789–1854), russische Adlige und Hofdame